# Mikko Riipinen
Mikko Kari Johannes Riipinen (* 18. August 1987 in Drammen) ist ein schwedischer Basketballtrainer und ehemaliger -spieler.

## Werdegang

### Spieler
Unter Trainer Kelly Grant wurde Riipinen 2010 mit den Norrköping Dolphins schwedischer Meister, einen zweiten Meistertitel gewann der Aufbauspieler 2012 unter der Leitung von Trainer Paul Burke.

### Trainer
Der Sohn finnischer Eltern begann seine Trainerlaufbahn bei Norrköpings zweiter Herrenmannschaft, teils gleichzeitig war er Assistenztrainer der Erstligamannschaft des Vereins.
2019 wurde er Norrköpings Cheftrainer. Als solcher führte er die Mannschaft 2021, 2022, 2023 und 2024 zum Gewinn der schwedischen Meisterschaft, 2023 und 2024 des Weiteren zum Gewinn des schwedischen Pokalwettbewerbs. In den Spielzeiten 2020/21, 2021/22 und 2023/24 wurde er als bester Trainer der schwedischen Liga ausgezeichnet. 2021 wurde Riipinen zusätzlich schwedischer Nationaltrainer.
Mitte Januar 2025 verließ er Norrköping, um zum auf dem letzten Tabellenplatz stehenden deutschen Bundesligisten BG Göttingen zu wechseln. Anfang Mai 2025 wurde Riipinen von den Niedersachsen entlassen, nachdem er zuvor angekündigt hatte, am Ende der Saison 2024/25 die bereits als Bundesliga-Absteiger feststehenden Göttinger mittels einer Ausstiegsklausel verlassen zu wollen. Riipinen führte die „Veilchen“ in seiner Amtszeit zu einem Sieg. Wenige Tage nach seinem Abschied aus Göttingen gab Bundesligist MHP Riesen Ludwigsburg Riipinens Verpflichtung ab der Saison 2025/26 bekannt.